# Livro dos Jubileus
O Livro dos Jubileus (ou Pequeno Gênesis) é um texto apócrifo que relata a história da criação do mundo e de Adão e Eva até logo após a queda. Também narra a história dos personagens bíblicos encontrados em Gênesis, com detalhes adicionais, principalmente com relação aos três patriarcas de Israel, até o nascimento de Moisés. É um antigo trabalho judaico religioso, de 50 capítulos, considerados canônicos pela Igreja etíope ortodoxa, bem como os Beta Israel (judeus etíopes), onde é conhecido como o Livro de Divisão (Ge'ez:. መጽሃፈ ኩፋሌ Mets'hafe Kufale). Jubileus é considerado um livro pseudepígrafe pelas igrejas Protestantes, Católica Romana, e Ortodoxas, com exceção da Igreja Ortodoxa Etíope.
Ele era bem conhecido pelos primeiros cristãos, como evidenciado pelos escritos de Epifânio, Justino Mártir, Orígenes, Diodoro de Tarso, Isidoro de Alexandria, Isidoro de Sevilha, Eutychius de Alexandria, João Malalas, Eutímio I de Constantinopla, e George Kedrenos. O texto também foi utilizado pelo essênios, comunidade que teria inicialmente recolhidos a Manuscritos do Mar Morto.
Nenhuma versão completa em hebraico, grego ou o latim parece ter sobrevivido. A cronologia datada em jubileus é baseada em múltiplos de sete; os jubileus são períodos de 49 anos, sete "anos-semanas", no qual todo o tempo foi dividido.

## Importância Histórica e Teológica
Uma das características mais marcantes da investigação teológica do final do século XIX até os nossos dias é o interesse intenso no trabalho em teologia bíblica, e neste departamento nenhum ramo auxiliar foi mais produtivo e com bons resultados quanto a disciplina chamada História do Novo Testamento, ou o estudo dos tempos de Cristo quanto à sua religião, moral, e características sociais.
Neste aspecto o Livro dos Jubileus é uma obra de grande valor teológico e de entendimento da época e contexto social de Cristo Jesus além de nos abastecer com informações preciosas sobre a vida dos patriarcas e a contagem datada de muitos eventos Bíblicos de Adão até Moisés.
O livro de Jubileus foi evidentemente tido em alta conta, e às vezes citado em comprimento, por parte de alguns pais da igreja primitiva.

## Data da redação
No livro diz-se que foi uma revelação do "anjo da presença" para Moisés (Jubileus 2:1), quando este esteve no Monte Horebe por quarenta dias.
E Moisés esteve ali com o Senhor quarenta dias e quarenta noites. Não comeu pão nem bebeu água. E escreveu nas tábuas as palavras da aliança, as dez palavras. ― Êxodo 34:28 (NAA)
Em termos acadêmicos, o primeiro estudioso bíblico a propor uma origem para O Livro dos Jubileus foi Robert Henry Charles (1855-1931). Charles propôs que o autor de Jubileus foi um fariseu e que Jubileus foi um produto da Midrash, que já havia sido trabalhada no Livro de Crônicas. No entanto, com a descoberta do Manuscritos do Mar Morto (MSS) em Qumran, 1947, a hipótese de Charles e da origem de Jubileus foi quase completamente abandonada.
A datação tem sido um ponto problemático para os estudiosos bíblicos. Enquanto às mais antigas cópias existentes de Jubileus podem ser atribuídas a cerca de 100 AEC, com base na caligrafia da escrita, há muitas evidências para sugerir que Jubileus foi escrito antes desta data.
Jubileus não pode ser muito anterior a isso. Em Jubileus 4:17-25 há o registro de que Enoque "viu, em uma visão, o que já aconteceu e o que irá acontecer", e o livro contém muitos pontos de informação outrora conhecidos pelo "Apocalipse Animal" de Enoque (1 Enoque 83-90), como Edna ser a mulher de Enoque. Tal Apocalipse reivindica prever a Revolta dos Macabeus (que ocorreu em 167-180 AEC) e é geralmente datado para aquela época. A direção desta dependência pode ser controversa, mas o consenso, desde de 2008, é de que tal Apocalipse veio antes do Jubileus.
Em consequência disto, trabalhos de consultas gerais, como a Bíblia Anotada Oxford e o Dicionário Bíblico Mercer, concluem que Jubileus pode ser datado para 160–150 AEC.

## História de Adão e Eva
Em Jubileus 3:15, diz que Adão e Eva estiveram durante sete anos no paraíso; e em 3:17, diz que aos sete anos, dois meses e dez dias, a serpente veio e tentou a mulher. Então, Adão e Eva foram expulsos do paraíso. Segundo o livro, quando Deus os expulsou do paraíso, fechou a boca dos animais, e até os animais foram expulsos do paraíso. O livro diz também que Adão e Eva não tiveram filhos antes do primeiro jubileu, ou seja, não tiveram filhos antes de seus primeiros cinquenta anos.
De acordo com 4.9, Caim, filho de Adão, casou-se com sua irmã Avan, e em 4.31, há o relato de que Caim morreu quando sua casa desabou sobre ele, no final do mesmo jubileu que Adão morreu.
No capítulo 4:33, a esposa do personagem bíblico Noé é conhecida pelo nome de Enzara, sendo ela, filha de seu irmão Rakeel.

## O mundo após o Dilúvio
O livro diz que depois do dilúvio, a terra encheu-se de ídolos. Os homens começaram a fazer ídolos para lembrarem de seus mortos, e deixarem suas memórias gravada sobre a terra quando morressem. Assim, quando Satanás viu que os homens corriam após os ídolos, regozijou-se extremamente, e começou a tentá-los, e a levá-los à idolatria.

## A vida de Abraão
No capítulo 11:10, o Livro dos Jubileus diz que Abraão, tendo quatorze anos, em Ur dos caldeus, começou a compreender que os homens da terra haviam se corrompido após as imagens de escultura; então Abraão não aceitou mais adorar ídolos com seu pai Terá e começou a orar a Deus, pedindo-o que lhe conservasse a alma pura do erro dos filhos dos homens, a dele e a de seus descendentes.
No capítulo 12:10, diz-se que Abraão casou-se com sua irmã Sara, no ano 49 de sua vida. E no ano 60 da vida de Abraão, ocorreu a morte de Harã, o pai de Ló da seguinte forma: Abraão levantou-se pela madrugada sem que ninguém o soubesse, e pôs fogo na Casa dos Ídolos de seu pai Tera. Mas Harã, acordando pela madrugada, viu o fogo, e entrou na Casa dos Ídolos para tentar salvá-los do fogo. Porém, o fogo se agravou e Harã morreu ali queimado, junto com os ídolos de Tera. Depois disso, Tera saiu de Ur e foi habitar em Harã.
Mais adiante, o livro conta-nos que, em certa ocasião, Abraão orava ao Senhor, pedindo-lhe para que Deus não o deixasse desviar dele; e Deus o atendeu, mandando-lhe afastar-se dali. Foi aí que Abraão partiu para a terra que o Senhor lhe haveria de mostrar.
Quando relatou a visão divina a seu pai Tera, este abençoou a Abraão e pediu para ele levar a Ló consigo,e tratá-lo como um próprio filho.
O livro diz que Deus quis provar o coração de Abraão, permitindo que Sara fosse tirada dele e fosse levada ao palácio de Faraó.
No capítulo 17:16, o livro lembra o sofrimento de Jó, ao dizer que o diabo pediu a Deus que provasse Abraão com Isaque.
Em 19:11, o livro diz que, quando Abraão tomou Quetura dentre os servos de sua casa porque Agar, mãe de Ismael, já havia morrido, antes mesmo de Sara.
Diz o livro ainda que Isaque e Rebeca amaram mais a Jacó do que Esaú porque Abraão já sabia que seria através deste que Deus estabeleceria suas promessas; e que Abraão morreu quando dormia ao lado do neto Jacó.

## A vida de Jacó
O livro nos conta que quando Jacó fugiu para a Mesopotâmia, Esaú tomou esposas da casa de Ismael, roubou quase todos os rebanhos de seu pai Isaque, sem o consentimento deste, e foi habitar na montanha de Seir, com os animais.
Após este fato, Isaque então retornou a Hebrom e passou a residir ali, por causa do juramento que fizera a seu pai Abraão. Foi por isso que, quando voltou, Jacó encontrou seu irmão Esaú vindo de Seir e seu pai morando em Hebrom.
O livro diz que, depois de haver voltado, Jacó reconciliou-se com o seu irmão na ocasião em que ele foi a Betel cumprir o voto que fizera a Deus. Enviou então mensageiros que fizessem subir até ele, de Hebrom à Betel, a seu pai Isaque e sua mãe Rebeca, que ainda estava viva. Eles celebraram a festa com Jacó em Betel.
Na ocasião do retorno de Jacó, o livro diz que Isaque tinha 167 anos. E, no capítulo 31:9, o livro diz que a escuridão saiu dos olhos de Isaque quando ele viu a seus netos Judá e Levi, e ele voltou a enxergar normalmente.
Dali em diante, Jacó passou a sustentar seus pais até a morte deles, e de tempo a tempo lhes enviava suprimento de tudo o que necessitavam, e abençoava a seus pais com todo o seu coração e sua alma.
O livro dos jubileus diz que Rebeca morreu com 157 anos, cinco anos antes da morte de Isaque, e que Isaque morreu no mesmo ano em que José, com trinta anos, foi exaltado no Egito.
O livro diz também que, quando Isaque e Rebeca já haviam morrido, e deixado toda a herança para Jacó, os edomitas insistiram com Esaú, seu pai, para que eles tomassem a herança dos israelitas, pois consideravam-se os primogênitos e que Esaú esquecesse o juramento de paz que fizera a seu irmão; e eles insistiram tanto até que convenceram Esau de modo que foi dito a Jacó:
Eis que seu irmão vem contra ti,com muitos de seus filhos, por causa da herança de seu pai Isaque!
E Jacó apavorou-se, pois os filhos de Esau eram muitos e os filhos de Jaco eram poucos. Mas resolveu confiar no Senhor que lhe fizera a promessa e não fugiu dele. Então, houve a primeira grande luta entre os israelitas e os edomitas.
E no capítulo 38:2 do livro dos Jubileus está escrito que Jacó golpeou a seu irmão Esaú no peito direito e o matou. Então,os edomitas fugiram de diante dos israelitas, mas foram derrotados, mesmo estando em maior número, e a partir daí, os edomitas começaram a pagar tributo para os filhos de Israel.
E Jacó enterrou o corpo de seu irmão no monte que está em Adurão. Por isso, há quem acredite e sugere que este foi um dos motivos pelos quais Edom não permitiu que Israel passasse por seu território, na ocasião da conquista de Canaã.